# Bouchermeforti Ádám
Bouchermeforti Ádám (angolul: Adam of Bouchermefort), (13. század) középkori angol filozófus.
Kommentárokat írt Arisztotelész De animájához, a Fizikához, a Liber de Causishoz, és a De generatione et corruptionehez. Feltehetően egyéb arisztotelészi kommentárjai is léteznek, de ezek azonosítása bizonytalan. Egyes kutatók szerint személye azonos Buckfieldi Ádáméval.